# Kostel svatého Michaela archanděla (Smržovka)
Kostel svatého Michaela archanděla ve Smržovce (někdy uváděn jako kostel svatého Archanděla Michaela) je pozdně barokní sakrální orientovanou stavbou na Kostelním vrchu ve Smržovce ve výšce 649 metrů nad mořem. Je poměrně vzdálen od středu města, avšak zaujímá pohledově dominantní polohu a je viditelný z mnoha míst v údolí Kamenice mezi Smržovkou a Tanvaldem i ze svahů nad ním. Je zároveň největším barokním kostelem v jabloneckém okrese. Je chráněn jako kulturní památka České republiky. V roce 2004 byl zařazen do Programu záchrany architektonického dědictví Ministerstva kultury České republiky.

## Historie

### Vznik
Základní kámen byl položen v blízkosti staršího menšího dřevěného kostela, který byl postaven na konci třicetileté války. Stavba nahradila dřevěný kostel, z něhož se zachovala část vnitřního zařízení. Stavbu kostela inicioval čtvrtý Desfourský majitel Smržovky, Karel Josef Vojtěch Desfours. Vycházela z původního návrhu pražského barokního architekta Antonína Schmidta (Johann Anton Schmidt), který byl ovlivněn Dienzenhoferovým kostelem sv. Jana na Skalce v Praze. Základní kámen ke stavbě byl údajně položen 14. prosince 1767, nicméně v aktuální literatuře bývá uváděn začátek stavby již o rok dříve, což ovšem není v rozporu, protože pokládání základního kamene byla slavnostní ceremonie, která nemusela souviset s technickým začátkem prací. Ostatně prosincový termín by byl pro stavbu nejméně vhodný. Práce na stavbě pokračovaly velmi pomalu. Možná za to mohla válkami oslabená finanční situace hraběte. Dokončení stavby došlo až za vlády patronova syna Františka Antonína Desfours. V průběhu stavby, která započala v roce 1765 došlo k částečnému zredukování dispozice a kostel byl dokončen jiným stavitelem. Po dokončení stavby byl 30. září 1781 tento nový kamenný kostel vysvěcen.

### Požár a obnova

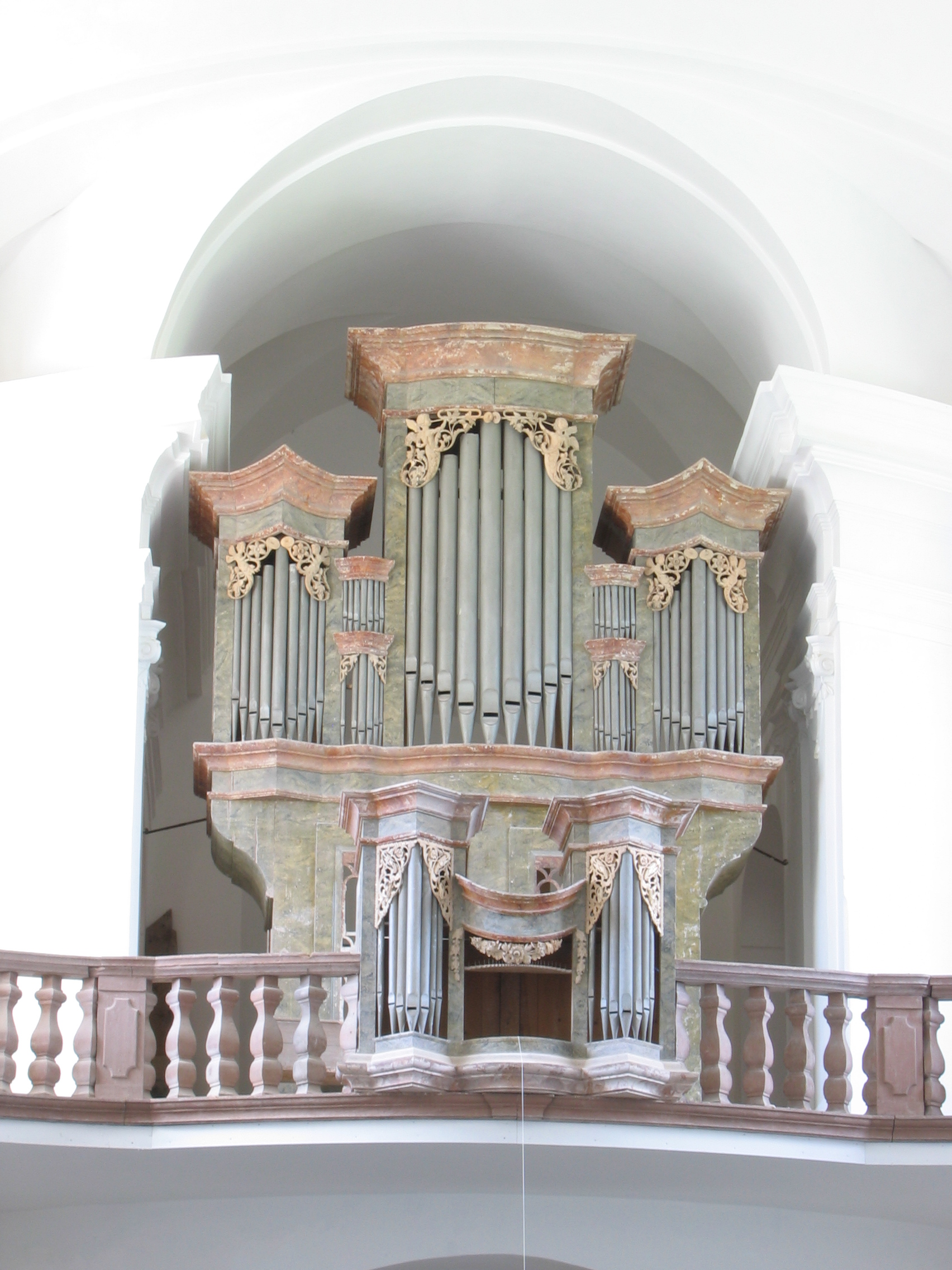
Varhany v kostele ve Smržovce, dílo Ambrože Augustina Tauchmana

17. dubna 1967 kostel vyhořel. Oheň pronikl věží a zničil všechny střechy, vážně poškodil klenby, ze kterých se v interiéru zřítily křišťálové lustry a ve věži roztavil zvon ze 17. století. Rekonstrukce střech kostela proběhla v letech 1969–1971. Obnovena byla i věž kostela, kde byl slavnostně, ale bez halasné publicity, zavěšen zvon pocházející z roku 1663 darovaný litoměřickou konzistoří. Další rekonstrukce se táhly několik desetiletí, než byl exteriér opraven. Oprava fasády začala v roce 1991 a dokončena byla roku 1999. Na obnovu památky přispěl jablonecký okres i místní občané svými dary. K podpoře obnovy byla od roku 1992 zahájena tradice pořádání adventních a benefičních koncertů za účelem sbírek na záchranu kostela. Roku 2000 tak bylo možné začít, díky finanční podpoře Ministerstva kultury České republiky, s rozsáhlou a náročnou obnovou interiéru. Velkou měrou se na výdajích za opravy každoročně podílí jak farnost tak i město Smržovka. Od roku 2005 obnově napomohl také výtěžek veřejné sbírky, které uspořádalo občanské sdružení Michael, které bylo založeno v roce 2004 s hlavním cílem: „Podílet se na renovačních, restaurátorských a pomocných pracích, prováděných v kostele sv. Archanděla Michaele ve Smržovce“. V roce 2010 proběhla druhá a v roce 2011 třetí veřejná sbírka. Díky sbírkám se našly prostředky na opravu interiéru: schodiště, zábradlí, varhanní skříně, dvou dveří kostela, sakristie, zrestaurování sochy Panny Marie Immaculaty aj. V letech 2010-2012 byla obnovena elektroinstalace a díky daru nadace Preciosa, města Smržovky a dárců v rámci Noci kostelů byly 1. června slavnostně rozsvíceny tři nové lustry.

## Architektura

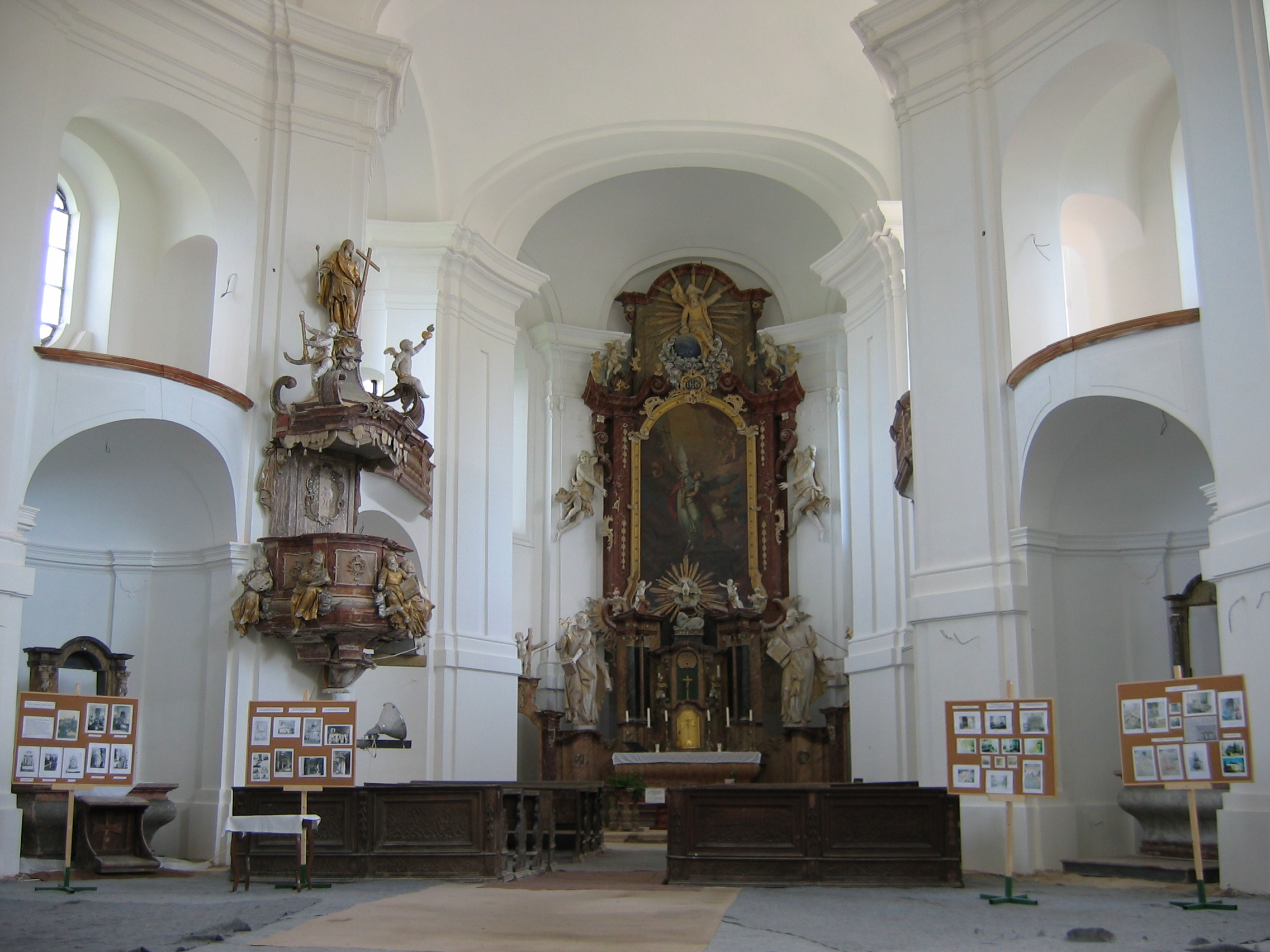
Presbytář kostela

### Exteriér
Kostel je jednolodní, podélný. Presbytář je obdélný. V ose kostela se nachází pravoúhlá přízemní sakristie. Loď má půdorys protáhlého osmiúhelníku s pilířovými kaplemi a oratořemi na kratších stranách a obdélná nehluboká ramena na podélných stranách. Západní průčelí tvoří hranolová věž. Vně je konvexně-konkávní plášť, který je členěný pilastry, lizénovými rámci a okny různých tvarů. Věž je kryta cibulovou bání.

### Interiér
Presbytář, loď kostela i podvěží jsou sklenuty plackami. Pilířové kaple jsou sklenuty konchou, oratoře mají valenou klenbu a sakristie křížovou klenbu. Na pilířích lodi jsou čabrakové pilastry, které nesou kladí.

## Vybavení
Hlavní oltář je rokokový a pochází z 2. poloviny 18. století. Na závěrové stěně presbytáře je v řezaném rámu obraz sv. archanděla Michaela od F. Leubnera z Liberce. Před ním se nachází oltářní menza s vysokým tabernáklem a bočními brankami s monumentálními sochami sv. Petra a Pavla. Oltář sv. Josefa pochází z počátku 18. století a oltář sv. Jana Nepomuckého z 2. třetiny 18. století. V presbytáři se nachází rokokový oltář Panny Marie, který je novodobě upravený a opatřený sochami sv. Mikuláše a sv. Vojtěcha, a dále je zde oltář Nejsvětějšího Srdce Páně z 1. poloviny 19. století, též novodobě upravený. Rokoková kazatelna pochází ze třetí třetiny 18. století. Jsou na ní sochy božských ctností: socha zpodobňující Víru s andílky a sochy s atributy Naděje a Lásky, a také sochy evangelistů. Dřevěná rokoková soška Immaculaty pochází z poloviny 18. století. Barokní obraz archanděla Michaela pochází z 18. století. Klasicistní dřevěná křtitelnice je z 18. století. V sakristii se nachází kamenná socha Panny Marie z roku 1751.

## Zajímavost
Podle tradice byla do pamětní schránky ve věži vložena mimo zakládacích listin také skleněná perla, symbolizující obživu většiny obyvatel smržovského panství, tj. sklářství.

## Okolí kostela
Severovýchodně od kostela se nachází rozlehlý hřbitov s barokní kaplí a kamennou zdí.